# Аварія на вокзалі Монпарнас

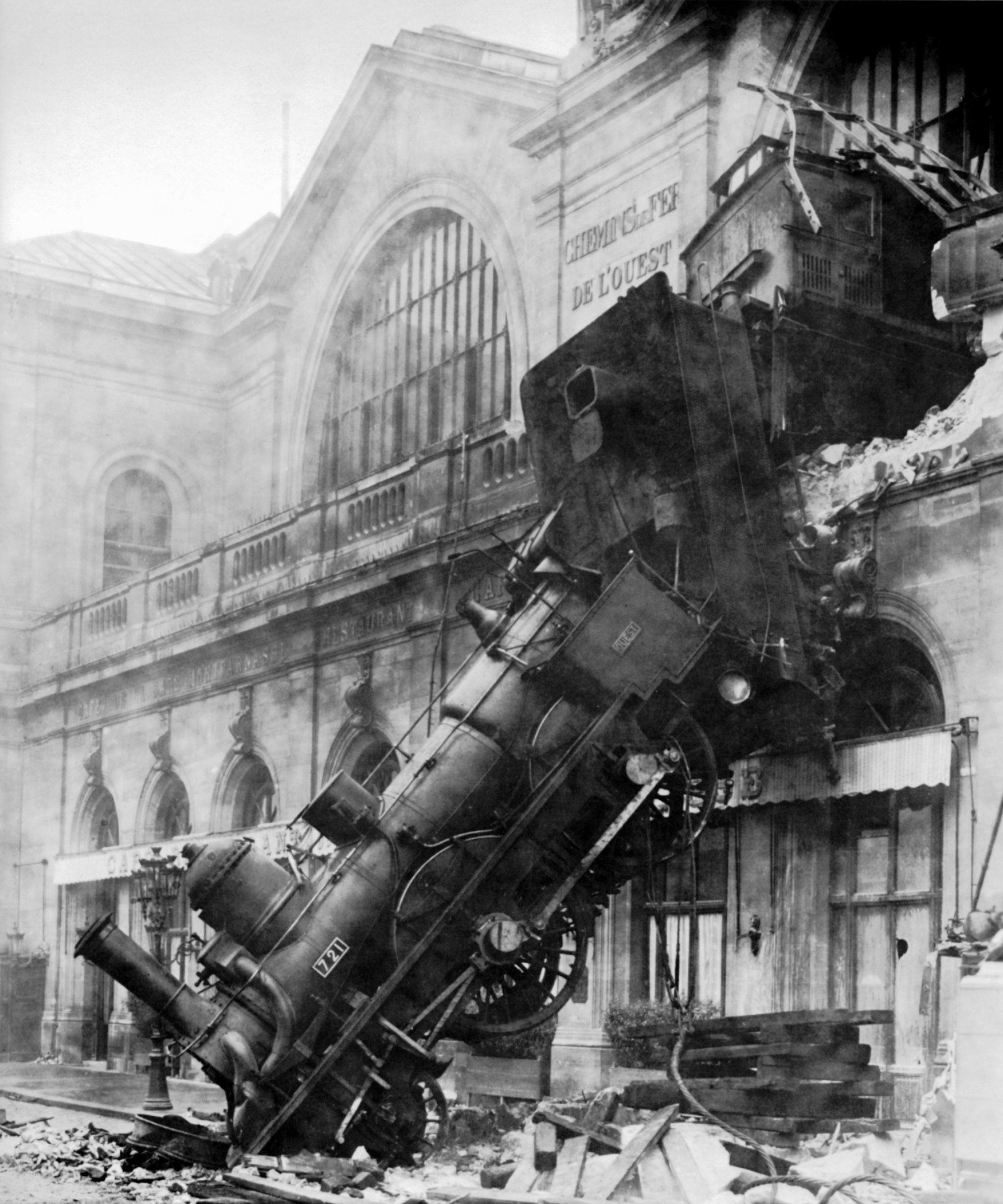
Паровоз, що пробив стіну вокзалу

Аварія на вокзалі Монпарнас у Парижі сталася 22 жовтня 1895 року, коли пасажирський потяг, не зумівши загальмувати на ухилі, вибив колійний упор, виїхав на перон, пробив стіну будівлі і впав із висоти на вулицю.

## Хронологія

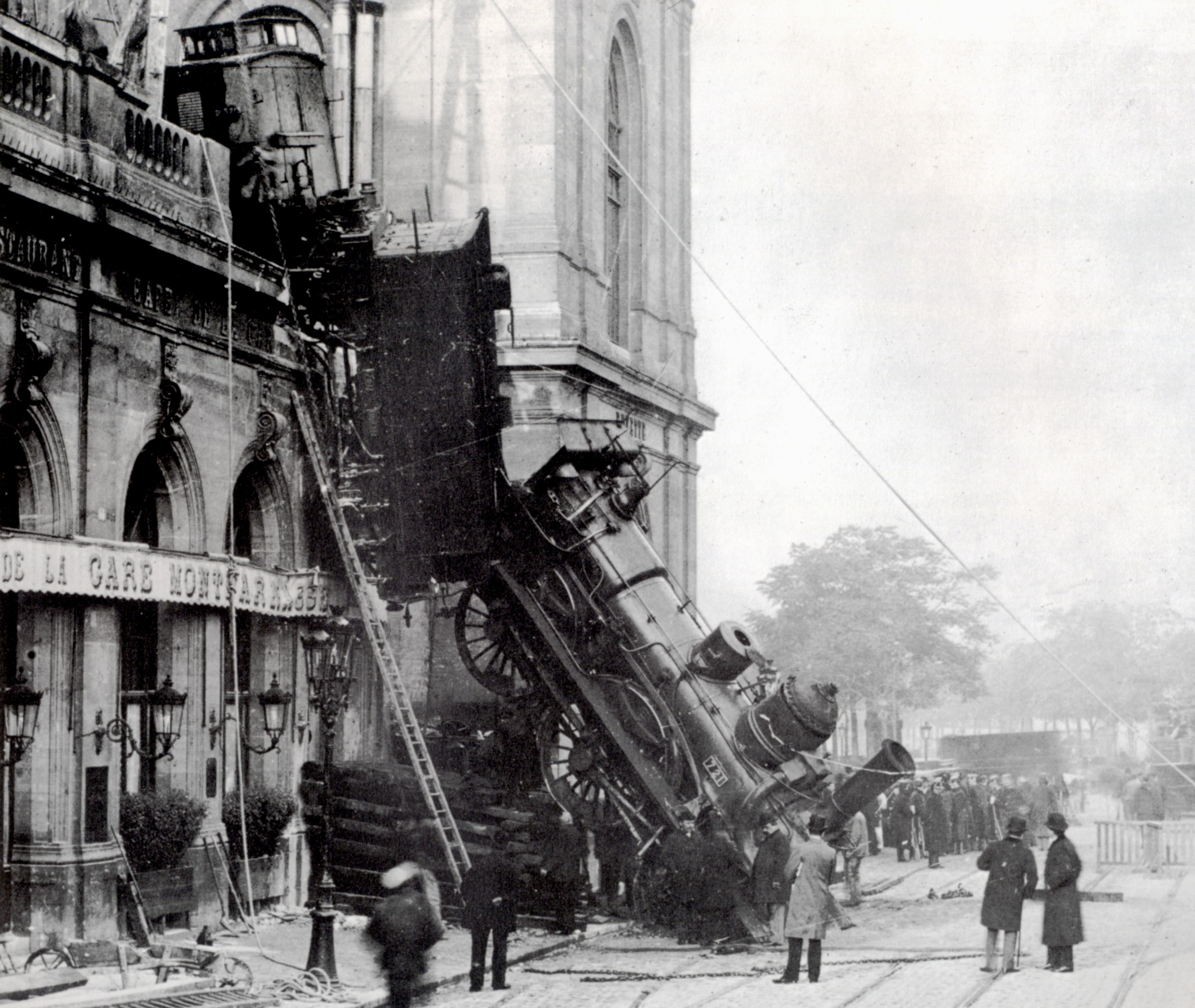
Вид на паровоз з іншої сторони

О 8:45 з Гранвілю в Париж вирушив пасажирський потяг №56. Вів його паровоз №721, яким керував машиніст Гійом-Марі Пелерен (фр. Guillaume Marie Pellerin), чий робочий досвід становив уже дев'ятнадцять років. Потяг складався з дванадцяти вагонів: за локомотивом йшли два багажних вагони, далі поштовий, потім вісім пасажирських (в них їхав 131 пасажир), а на кінці ще один багажний. Час прибуття на вокзал за розкладом був 15:55, але потяг до того часу вже дещо запізнювався. В результаті, коли до прибуття залишалося близько десяти хвилин, машиніст не став застосовувати на ухилі гальма, як того вимагала інструкція. При цьому він не догледів за зростанням швидкості.
Начальник поїзда Альбер Маріетт (фр. Albert Mariette) спробував застосувати негайне гальмування, однак гальма Вестингауза не спрацювали, тому що машиніст незадовго до цього отримав вказівку не використовувати дані гальма, і тому просто їх вимкнув. За кілька хвилин до прибуття Пелерен нарешті застосував допоміжне і ручне гальма, але оскільки швидкість на ухилі до того часу вже значно зросла, то гальма попросту не встигли зупинити поїзд. О 16-й годині паровоз на великій швидкості (приблизно 40 км/год) вибив колійний упор і виїхав на перон старого Західного вокзалу, зараз перейменованого на Монпарнас. Далі він проїхав всю станцію (близько 30 метрів), врізався в передню стіну завтовшки 60 см, вибив її і з висоти десяти метрів звалився на вулицю де Ренн (фр. Rue de Rennes). Всі пасажирські вагони при цьому залишилися на пероні.

## Наслідки
Внаслідок аварії поранення отримали п'ять осіб: паровозна бригада, два пасажири потягу і пожежник, але вони залишилися живі. Єдиною жертвою трощі стала продавчиня вечірніх газет Марі-Огюстен Агілар (фр. Marie-Augustine Aguilard), на кіоск якої впала стіна. Жінка в той день підміняла свого чоловіка, який пізніше заявив із приводу її загибелі:

Вона померла, загинула на місці. Вона в'язала, сидячи в кіоску. І ось я залишився один з нашими двома хлопчиками.
Оригінальний текст (фр.)
Elle est morte, tuée sur le coup. Elle tricotait, assise sur les marches de la buvette. Et me voilà seul avec mes deux petits garçons.

Західна залізниця повністю оплатила похорон продавчині та встановила пенсію для двох її дітей. Машиніста Гійома-Марі Пелерена засудили до двох місяців в'язниці, а також до виплати штрафу в 50 франків родичам загиблої. Начальника потяга засудили до штрафу в 25 франків.

## Культурні аспекти

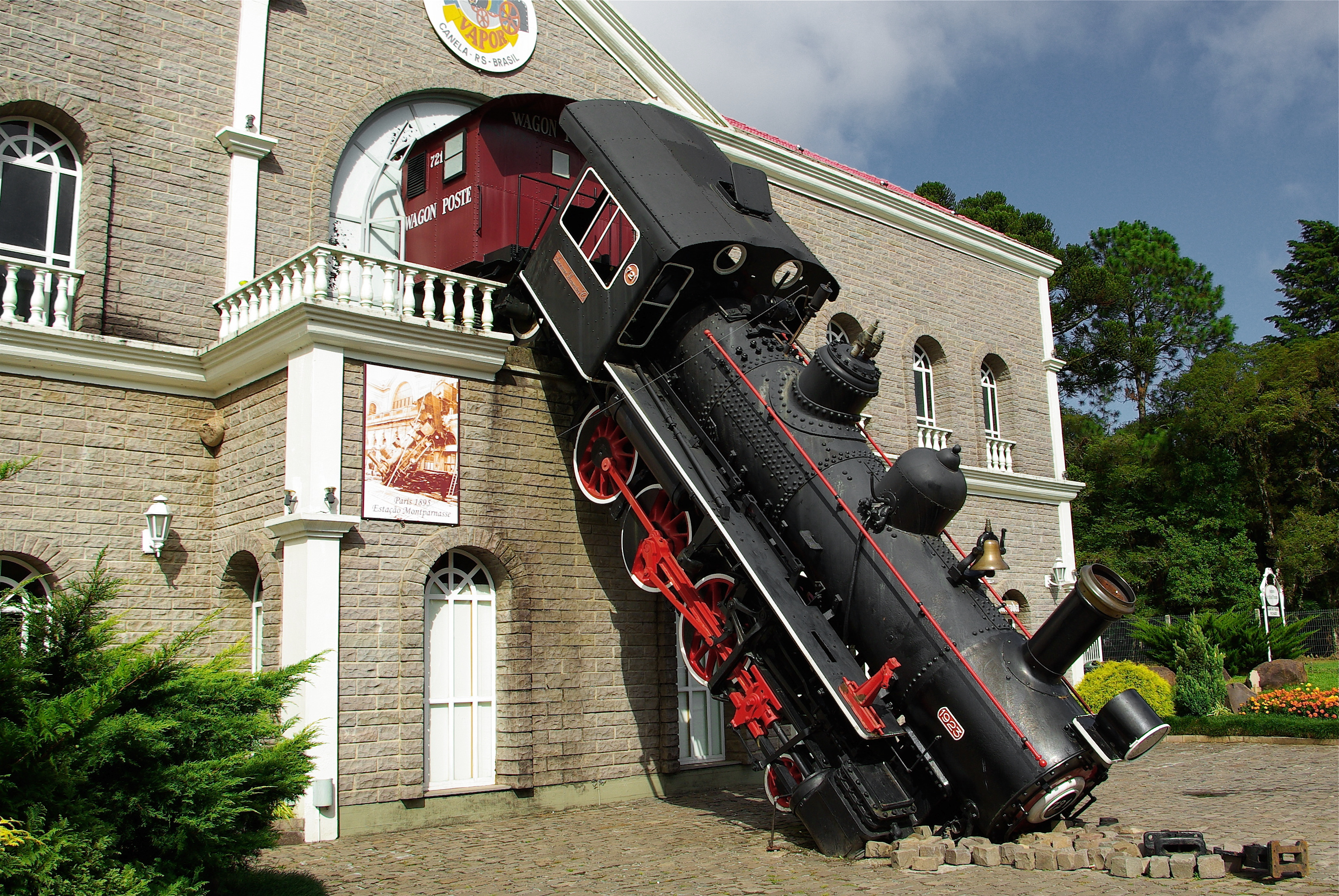
Пам'ятник аварії

- В Канелі, штат Ріу-Гранді-ду-Сул, Бразилія було створено пам'ятник, присвячений аварії.
- Фотографія аварії є обкладинкою декількох музичних альбомів, у тому числі «Lean into It» (1991) хард-рок групи Mr. Big і «Scrabbling At The Lock» (1993) групи The Ex та Том Кора.
- Аварія присутня в дитячому оповіданні «Винахід Хьюго Кабре» (англ. Invention of Hugo Cabret) Брайана Селзніка, а також в його екранізації - «Хранитель часу» Мартіна Скорсезе.

## Післямова
- 1967 року старий вокзал Монпарнас був повністю знесений, а на його місці було побудовано нову будівлю.

## Див також
- Катастрофа на Ліонському вокзалі (Париж)